# Célula enteroendocrina

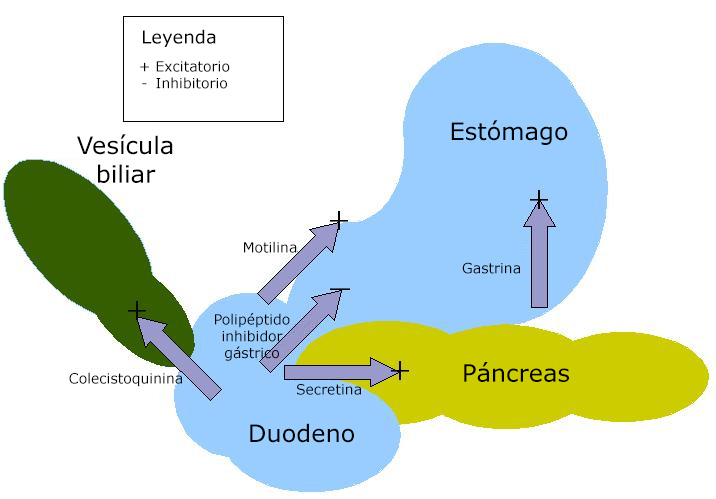
Acciones de las principales hormonas digestivas secretadas por células enteroendocrinas.

Las células enteroendocrinas (EEC en inglés) son células especializadas del tracto gastrointestinal y páncreas que tienen función endocrina. Estas células producen hormonas gastrointestinales o péptidos en respuesta a varios estímulos y los liberan en el torrente sanguíneo para producir efectos sistémicos, difundirlos como mensajeros locales o transmitirlos al sistema nervioso entérico para activar respuestas nerviosas. Las células enteroendocrinas del intestino son las células endocrinas más numerosas del cuerpo. Constituyen un sistema endocrino entérico como un subconjunto del sistema endocrino, de la misma manera que el sistema nervioso entérico es a su vez un subconjunto del sistema nervioso. En cierto sentido, se sabe que actúan como quimiorreceptores, iniciando acciones digestivas, detectando sustancias nocivas e iniciando respuestas protectoras. Las células enteroendocrinas pueden encontrarse en el estómago, intestino y páncreas.
La microbiota desempeña papeles claves en las respuestas inmunitarias y metabólicas intestinales en estas células enteroendocrinas por medio de uno de sus productos de fermentación el (ácido graso de cadena corta) denominado  acetato.

## Células enteroendocrinas intestinales
Las células enteroendocrinas intestinales no están agrupadas, sino que se encuentran dispersas como células individuales a lo largo de todo el tracto intestinal.
Entre las hormonas que secretan se encuentran la somatostatina, la motilina, la colecistoquinina, la neurotensina, el péptido intestinal vasoactivo y el enteroglucagón.
Todas las células EEC detectan los nutrientes presentes en el lumen. Las EEC expresan receptores para dulce, amargo y otros gustos, y esto es especialmente cierto para las células K y L. 

Las células EEC también detectan los metabolitos producto de la microbiota comensal intestinal y, a su vez, coordinan las ramas antibacterianas, mecánicas y metabólicas de la respuesta inmune intestinal innata del huésped a la microbiota comensal.

### Células K
Las K secretan polipéptido inhibidor gástrico (GIP), una incretina, que promueve el almacenamiento de triglicéridos. Las células K se encuentran principalmente en el duodeno.
Una población de células K/L, descrita recientemente, secreta tanto GIP como GLP-1.

### Células L
Las células L secretan: el péptido similar al glucagón tipo 1 (GLP-1) una incretina que estimula la producción de insulina, el péptido YY3-36, oxintomodulina y el péptido similar al glucagón tipo 2 (GLP-2). 
             Las células L pueden encontrarse principalmente en el íleon e intestino grueso (colon), pero pueden encontrarse algunas también en el duodeno y yeyuno.

### Células I
Las células I secretan colecistoquinina (CCK) y tienen la más alta densidad mucosa en el duodeno, con una cantidad decreciente a lo largo de todo el intestino delgado. Modulan la secreción biliar, la secreción pancreática exocrina y la saciedad.

### Células G
Las células G son células enteroendocrinas del estómago, que liberan gastrina y estimulan la secreción de ácido gástrico.

### Células enterocromafines
Las células enterocromafines son células enteroendocrinas y  neuroendocrinas con una cercana similitud con las células cromafines suprarrenales que secretan serotonina.

### Células similares a las enterocromafines
Las células similares a las enterocromafines o células ECL son un tipo de célula neuroendocrina que secreta histamina.

### Células N
Las células N están ubicadas de manera creciente a lo largo del intestino delgado, teniendo sus niveles más altos en el íleon. Liberan neurotensina y controlan la contracción del músculo liso.

### Células S
Las células S secretan secretina principalmente desde el duodeno, pero también en cantidades decrecientes a lo largo del resto del intestino delgado. También estimulan la secreción pancreática exocrina.

### Células D
También llamadas células delta, las células D secretan somatostatina.

### Células Mo (o células M)
Las células Mo (o células M) se encuentran en criptas del intestino delgado, especialmente en el duodeno y el yeyuno. No deben confundirse con las células microplegadas (también llamadas células M), que se encuentran en las placas de Peyer. Secretan motilina.

## Células enteroendocrinas gástricas
Las células enteroendocrinas gástricas pueden encontrarse en las glándulas gástricas, en particular en su base. Las células G secretan gastrina mientras que las fibras posganglionares del nervio vago pueden secretar péptido liberador de gastrina durante la estimulación parasimpática para estimular la secreción. Las células similares a las enterocromafines (ECL) son células enteroendocrinas y neuroendocrinas conocidas también por su parecido con las células cromafines y que secretan histamina, que estimula a las células G a secretar gastrina.
Otras hormonas producidas incluyen la colecistoquinina, la somatostatina, el péptido vasoactivo intestinal, la sustancia P, la alfa-endorfina y la gamma-endorfina.

## Células enteroendocrinas pancreáticas
Las células enteroendocrinas pancreáticas se encuentran en los islotes pancreáticos y producen, fundamentalmente, las hormonas insulina y glucagón. El sistema nervioso autónomo regula fuertemente su secreción. La estimulación parasimpática estimula la secreción de insulina e inhibe la de glucagón, mientras que la estimulación simpática tiene efectos opuestos.
Otras hormonas producidas por estas células incluyen la somatostatina, el polipéptido pancreático, la amilina y la grelina.

## Importancia clínica
A partir de las células enteroendocrinas se desarrollan tumores carcinoides y no carcinoides, raros y de crecimiento lento. Cuando surge un tumor es capaz de secretar grandes volúmenes de hormonas.
Gastric inhibitory polypeptide (GIP)

## Historia
El descubrimiento mismo de las hormonas ocurrió en medio de estudios sobre cómo regula sus actividades el sistema digestivo.

## Otros organismos
En las ratas (Rattus rattus) el receptor de ácidos grasos de cadena corta GPR43 es expresado tanto por este tipo de células como por mastocitos de la mucosa.